# TMEM106A
TMEM106A (англ. Transmembrane protein 106A) – білок, який кодується однойменним геном, розташованим у людей на короткому плечі 17-ї хромосоми. Довжина поліпептидного ланцюга білка становить 262 амінокислот, а молекулярна маса — 28 920.
| 10         |  | 20         |  | 30         |  | 40         |  | 50         |
| ---------- |  | ---------- |  | ---------- |  | ---------- |  | ---------- |
| MGKTFSQLGS |  | WREDENKSIL |  | SSKPAIGSKA |  | VNYSSTGSSK |  | SFCSCVPCEG |
| TADASFVTCP |  | TCQGSGKIPQ |  | ELEKQLVALI |  | PYGDQRLKPK |  | HTKLFVFLAV |
| LICLVTSSFI |  | VFFLFPRSVI |  | VQPAGLNSST |  | VAFDEADIYL |  | NITNILNISN |
| GNYYPIMVTQ |  | LTLEVLHLSL |  | VVGQVSNNLL |  | LHIGPLASEQ |  | MFYAVATKIR |
| DENTYKICTW |  | LEIKVHHVLL |  | HIQGTLTCSY |  | LSHSEQLVFQ |  | SYEYVDCRGN |
| ASVPHQLTPH |  | PP         |  |            |  |            |  |            |

A: Аланін

C: Цистеїн

D: Аспарагінова кислота

E: Глутамінова кислота

F: Фенілаланін

G: Гліцин

H: Гістидин

I: Ізолейцин

K: Лізин

L: Лейцин

M: Метіонін

N: Аспарагін

P: Пролін

Q: Глутамін

R: Аргінін

S: Серин

T: Треонін

V: Валін

W: Триптофан

Задіяний у такому біологічному процесі, як альтернативний сплайсинг. 
Локалізований у мембрані.